# Município de Jefferson (condado de Noble, Ohio)
O município de Jefferson (em inglês: Jefferson Township) é um município localizado no condado de Noble no estado estadounidense de Ohio. No ano de 2010 tinha uma população de 281 habitantes e uma densidade populacional de 4,57 pessoas por km².

## Geografia
O município de Jefferson encontra-se localizado nas coordenadas 39° 38′ 23″ N, 81° 23′ 29″ O. Segundo o Departamento do Censo dos Estados Unidos, o município tem uma superfície total de 61.54 km², da qual 61,25 km² correspondem a terra firme e (0,47 %) 0,29 km² é água.

## Demografia
Segundo o censo de 2010, tinha 281 pessoas residindo no município de Jefferson. A densidade populacional era de 4,57 hab./km². Dos 281 habitantes, o município de Jefferson estava composto pelo 99,29 % brancos, o 0,36 % eram insulares do Pacífico e o 0,36 % eram de uma mistura de raças. Do total da população o 0 % eram hispanos ou latinos de qualquer raça.